# 利什尼亞
50°18′6″N 29°56′29″E / 50.30167°N 29.94139°E

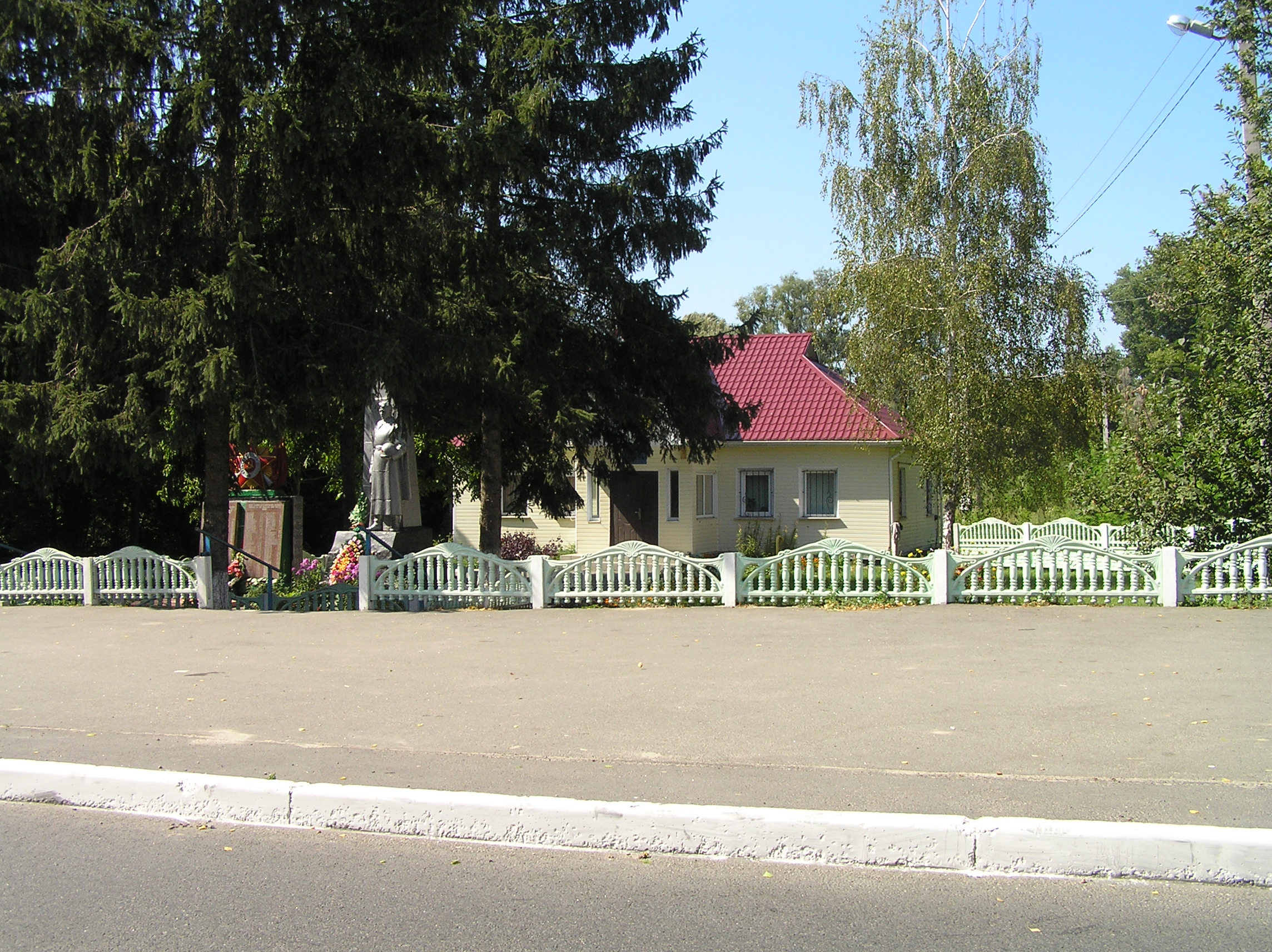
村拉达房屋

利什尼亞（烏克蘭語：Лишня）是位於烏克蘭北部的村莊，由基辅州法斯蒂夫區的贝希夫市镇負責管轄。該村處於庫代利亞河畔，始建於1613年，面積3.02平方公里，海拔高度173米，2008年人口535。